# 斯托登 (明尼蘇達州)
斯托登（英語：Storden）是一個位於美國明尼蘇達州卡頓伍德縣的城市。

## 人口
根據2020年美國人口普查的數據，斯托登的面積為0.57平方千米，當中陸地面積為0.57平方千米，而水域面積為0.00平方千米。當地共有人口225人，而人口密度為每平方千米395人。